# Isakovići
Isakovići – wieś w Bośni i Hercegowinie, w Federacji Bośni i Hercegowiny, w kantonie środkowobośniackim, w gminie Novi Travnik. W 2013 roku liczyła 211 mieszkańców, z czego większość stanowili Boszniacy.